# Христолюбов, Николай Павлович
Никола́й Па́влович Христолю́бов (19 декабря 1918 года, Тверская губерния, Советская Россия — 18 августа 1995 года) — советский и российский художник, народный художник Российской Федерации (1994).

## Биография
Родился 19 декабря 1918 года в деревне Евдокимовская Тверской губернии.
В 1939 году поступил в Свердловское художественное училище, а в 1940 году перевёлся в Московское художественное училище памяти 1905 года. В 1942 году эвакуирован в Якутск, где работал художником-постановщиком Ленинградского театра оперетты и Московского художественного драматического театра, также находившихся в эвакуации.
В 1945 году — вернулся в Москву, где продолжил художественное образование в Московском художественном институте имени В. И. Сурикова, и окончил его с отличием в 1949 году (мастерская В. П. Ефанова).
С 1946 года участвовал в выставочной деятельности.
С 1950 года — вел преподавательскую деятельность в Московском художественном институте имени В. И. Сурикова, с 1970 года — профессор.
Автор множества картин, жанровых полотен и портретов, среди которых «Землепроходцы (Плавание С. Дежнёва и Ф. Попова через пролив между Азией и Америкой в 1648 г.)», «Избач», «Под солнцем Камбоджи». Его работы хранятся в Третьяковской галерее, Государственном Русском музее, в других музеях в России и за рубежом.
Умер 18 августа 1995 года, похоронен на кладбище села Бёхово Заокского района Тульской области.

## Награды
- Народный художник Российской Федерации (3 июня 1994) — за большие заслуги в области изобразительного искусства
- Заслуженный художник РСФСР (1969)